# Финско-новгородски ратови
Финско-новгородски ратови били су низ конфликта између финских племена у источној Финоскандији и Новгородске републике почевши од једнаестог или дванаестог века, све до раног тринаестог века.
Ефекат ратова на финско друштво је непосредно довео до шведског освајања западне Финске око 1249. године. Термин који се користи у руским летописима, односно хроникама, за означавање непријатеља јесте Јеми (Yem), који је међутим нејасан и највероватније се односи на мноштво група иако етимолошки повлачи корен из финске речи Häme која означава област Тавастију. Неке од група које су идентификоване именом Јеми могу бити староседеоци Тавастије из јужноцентралне Финске, генерално западни финци, или чак подгрупа Карела са северне обале Ладоге који су потекли од западних финаца који су се ту раније настанили.

## Почеци ратова
Једини познати писани извор Финско-новгородских ратова јесу средњновековни руски летописи. Руси и јеми су имали честе сукобе од дванаестог века надаље. Источнофинска племена Вота, Корела (интерпретираних као Карели, или још ближе, Карели са југозападне обале Ладоге) и Ижора се спомињу као савезници Новгорода. Речено је да су се борили против Јема и без директног уплитања Новгорода, могуће око контроле централне и источне Финске; ова територијална завада се испољавала кроз годишње осветничке експедиције уз немилосрдно опхођење према досељеницима супарничких племена.
Најранији помен непријатељства потиче из Лаврентијевог кодекса, који успутно спомиње да је новгородски кнез Владимир Јарлославич био у рату са Јемима 1042. године. Јеми се такође помињу као трибутарни народ Новгороду у Повести минулих лета, али се губе у каснијим изворима.
До конфликта је сигурно дошло до раног дванаестог века, међутим, информације о њима су ретке.
По Првом новгородском летопису, још један новгородски кнез, Всеволод Мстиславич Псковски, и његова војска из Новгорода били су у рату са јемима током велике глади 1123. године. Летопис не оставља друге информације о конфликту, као ни његово место одвијања.
Јеми су харали и пљачкали новгородску територију 1142. године, али су побеђени близу Ладоге са четристо губитака. Случајно или не, швеђани су напали Новгород исте године. Корели, сада под вођством Новгорода, су се следеће године обрачунавали са јемима, али су били присиљени на повлачење, губећи два брода.
Јеми су опет напали русе 1149. године са армијом од хиљаду људи. Пет стотина новгорођана су се дали у гоњење јема, потпуно их поразивши са Вотима, финским племеном у њиховом савезништву. Воти, данас скоро ишчезли, живели су јужно од данашњег Санкт Петербурга. Са освртом на то, ово је вероватно био најдубљи поход на руску територију од стране јема.
После дуге паузе у нападима – барем како то налажу летописи – новгорођанин по имену Вишата Васиљевич је повео своје трупе против јема у 1186. години, враћајући се неповређен и са затвореницима. Није јасно да ли је отишао да се бори са јемима у њиховој територији, или је бранио своју земљу од инвазије. Разлог за наставак борбе није пронађен.
Корели су помогли Новгорођанима у још једном у низу напада на јеме, године 1191. Овог пута је јасно изречено да се борба одвила у „земљи Јема“, појављјујући се по први пут у руским летописима. Нападачи су „палили села и убијали стоку“.
После овог догађаја, више деценија није записано ништа о јемско-новгородским ратовима. Није могуће утврдити да ли је напад из 1191. године резултовао краткотрајном владавином Новгородске републике делова Финске или Карелије. Мада, каснији летопис из 1220-их година спомиње да руски кнежеви нису били у могућству да пребивају у јемској домовини.

## Интервенција Шведске и Папе?
Истовремено, Шведска и Новгород су такође били зараћени. Папа Александар III, у свом писму надбискупу Упсале и јарлу Готорму шведском године 1171. (или 1172), могуће да мисли на рат финаца са новгорођанима када наређује Шведској да преузме финске тврђаве у замену за заштиту. У касном петнаестом веку, историчар Ерикус Олај је тврдио да је Линћепиншки бискуп Кол (преминуо око 1196) био заправо „Јарл финске“ (Dux Finlandiae), и могуће да је предводио шведски привремени гарнизон у Финској. Могуће је да је играо улогу сличну оној јарла Јона, који је наводно провео девет година ван земље, борећи се против новгорођана и ингерманландијаца при крају дванаестог века.
Такође вредан помена је такозвани Први шведски крсташки рат, који је, према неколицини извора из петнаестог века одржан 1150. године. Овај крсташки рат је познат само из каснијих легенди, које су овај подухват, уколико се заиста десио, окарактерисале као хришћанско посланство покршвања неверника, на челу са светим краљем. Међутим, изгледа да се десио одмах након изричито бурних 1140-их година, када су се комбинованим снагама Јеми и Швеђани борили против Новгорода. Неки историчари ово виде као директну реакцију неуспеле јемске експедиције године 1149, и повезују је са кооперацијом коју Папа помиње двадесет година касније.
Године 1221, Папу Хонорија III је опет забринула ситуација када је добио узнемиравајуће информације од надбискупа Упсале. Одобрио је неименованом бискупу Финске да успостави трговински ембарго „варварима“ који су претили хришћанству у Финској. Идентитет ових „варвара“ није утврђен са сигурношћу, а могуће је и да сам Папа није био свестан о коме се тачно ради. Мада, када је ембарго проширен осам година касније, изричито је речено да се ради о Русима.
Руски извори помињу сарадњу Швеђана и Јема најраније у 1240. години; тамо се помињу Јеми као савезници Швеђана у битци на Неви, о којој се мало писало. Први поуздани помен Јема као дела шведских снага датира из 1256. године, седам година после општеприхваћеног датума Другог шведског крсташког рата.

## Последњи рат
Последњи познати конфликт између јема и Новгорода се одиграо 1220-их година, по летописима после неколико деценија мира. Након што је осигурао свој положај у Новгороду,  велики кнез Јарослав II од Владимира је организовао низ похода на Естонију, јеме и Карелију. Офанзива против јема је обављена на зиму 1226-27. године.
Јемска одмаздна експедиција на лето 1228. године на Стару Ладогу, наводно водећи хиљаду људи, се по Повести минулих лета завршила катастрофално.
Овај конфликт је наизглед био последњи у низу финско-новгородских ратова. Према папским писмима из 1229. године, непознати бискуп Финске је искористио хаотична дешавања да заузме нехришћанске богомоље. На захтев бискупа, Папа је такође увео трговински ембарго против новгорођана на Балтичком мору, или барем у Висбију, Риги и Либеку. Неколико година касније, Папа је такође затражио од Ливонијског братства мача да пошаљу трупе у сврхе одбране Финске. Није познато да ли су икада послате.
Финско-новгородски ратови су били један од водећих фактора у коначном шведском освајању Финске око 1249. године. Под шведском управом, ратови су се наставили као део Шведско-новгородских ратова.